# Hoher Stein (Coswig)
Der Hohe Stein ist ein 200 Meter hoher Berg, der zur Großen Kreisstadt Coswig  gehört. Er ist als Felsenbiotop geschützt. 

## Lage und Umgebung
Der Hohe Stein, direkt benachbart dem Kleinen Stein, liegt etwa vier Kilometer vom Zentrum der Stadt Coswig im sächsischen Landkreis Meißen entfernt. Unweit vom Berg liegt die Stadtteilgrenze zum Radebeuler Stadtteil Zitzschewig.

## Geologie

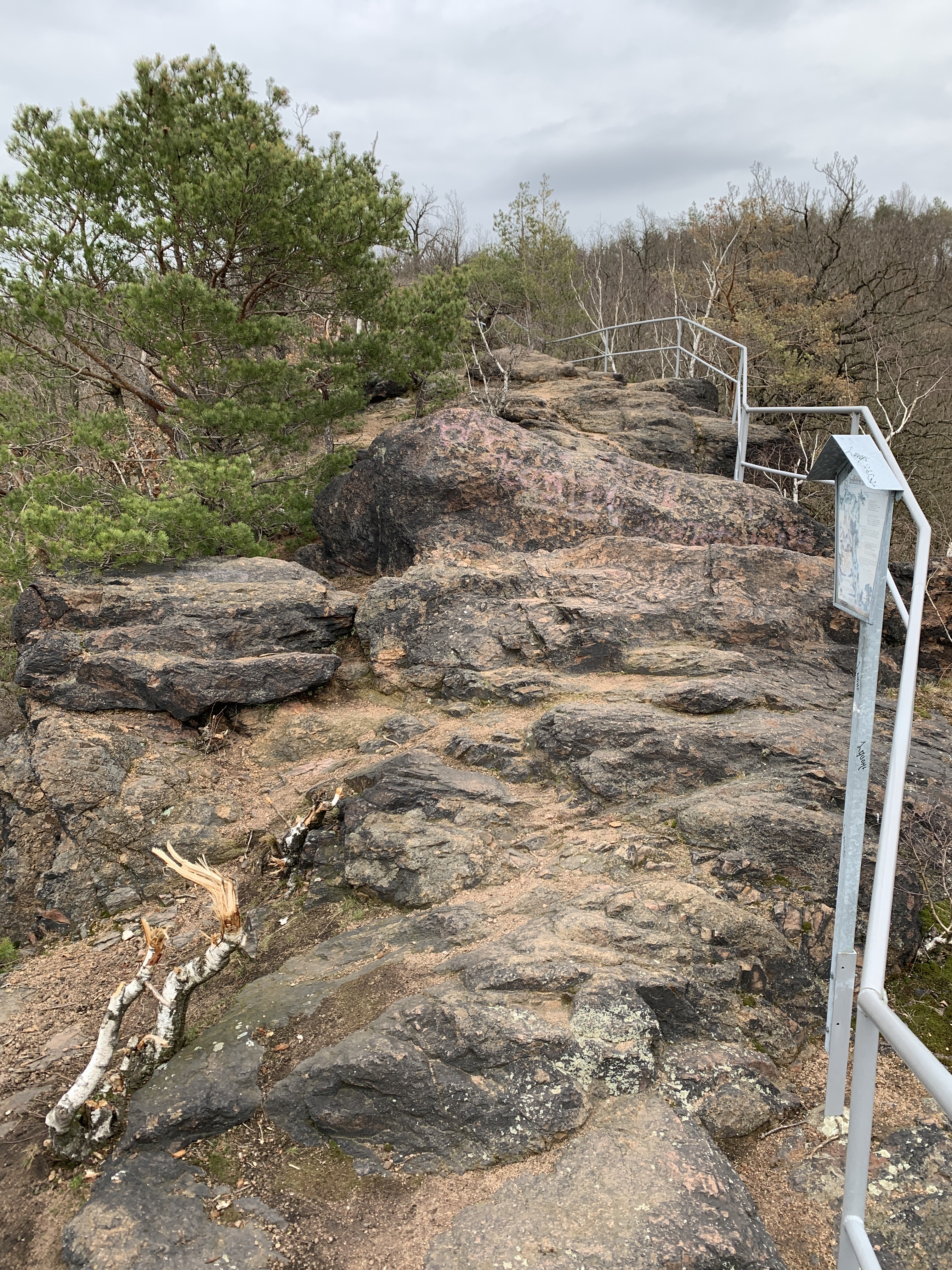
Auf dem Gipfel

Das Gebiet grenzt an die sogenannte Gneisriffzone. Dies ist eine durch das metamorphe Gestein Gneis gebildete Formation, die am Großen Laubenberg bei Weinböhla beginnt und die Lausitzer Überschiebung, eine geologische Störungszone zwischen Elbtal und Riesengebirge, begleitet. Überall stößt man in diesem Bereich auf Lesesteine von Augengneis. Am Waldrand nach dem Weiden Born zu ist dieses Gestein an Böschungen aufgeschlossen. Der Hohe Stein selbst besteht aus Monzonit.

## Natur
Gegenüber dem Hohen Stein dehnt sich der Coswiger Pfarrlehnwald aus. Dazwischen fließt der Pfarrbach, der nahe beim Zimmerhof auf der Heidesandterrasse versickert. Nahe einem Wegstern fließt der Bach durch einen Talabschnitt, in dem reichlich Raseneisenerz abgelagert ist und in dem sich eines der im Friedewald seltenen typischen Erlenmoore entwickelt hat. Zwischen Moor und dem Gabelweg befindet sich ein Syenitsteinbruch. An dessen Felswänden wächst der Engelsüßfarn (Polypodium vulgare). In den See, der den Bruch füllt, sind zahlreiche einheimische und exotische Teichrosen eingepflanzt, auch Wasserpest (Elodea canadensis) und Wasserhahnenfuß (Ranunculus aquatilis) sind hier häufig. Zwischen die Felsen stehen krüppelhaft gewachsene Rotbuchen. Die Kiefern tragen reichen Mistelbesatz.

## Aussicht und Wege zum Gipfel

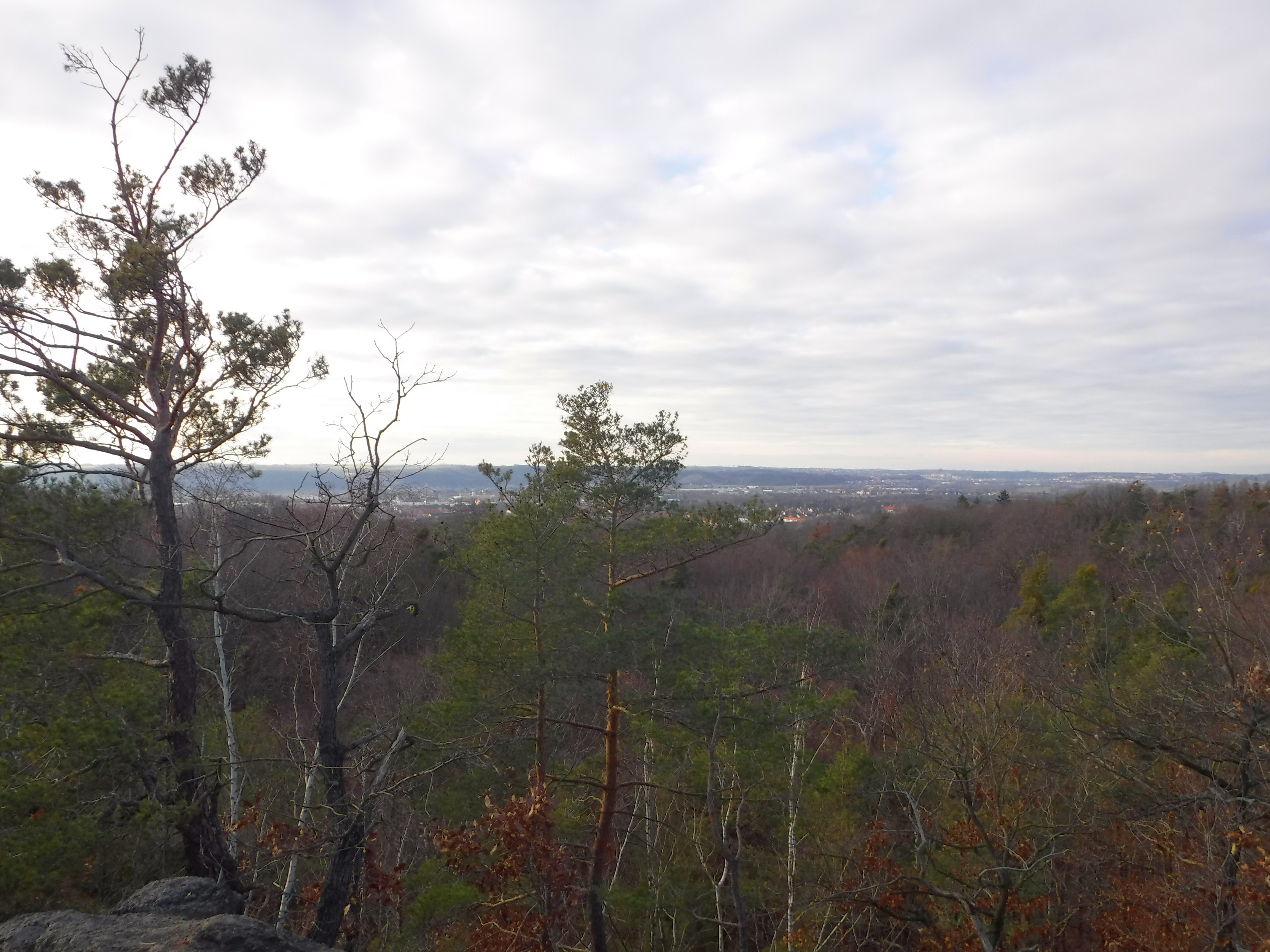
Blick vom Hohen Stein in Richtung Elbtal/Meißen

Der Fernblick von der knapp 200 Meter hohen Erhebung umfasst unter anderem die Elbleiten bei Scharfenberg, das Spaargebirge und den Meißner Dom. Der Gipfel ist über einen Waldpfad erreichbar, der vom Gabelweg abzweigt, sich zuerst sehr steil und später über einen Bergkamm schlängelt.